# Sonja Irene Sjøli

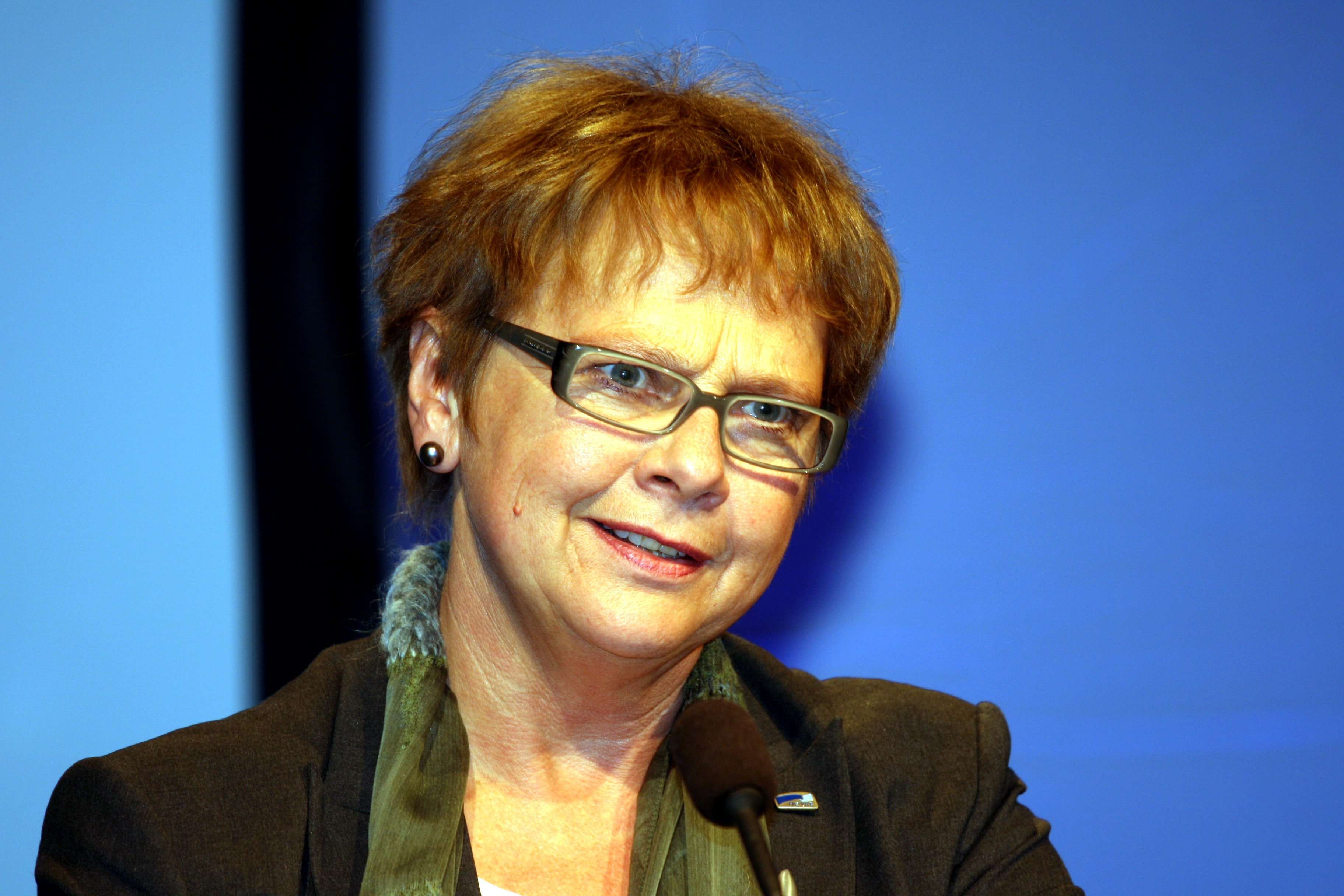
Sonja Irene Sjøli 2009

Sonja Irene Sjøli, född 6 juni 1949 i Hamar, är en norsk politiker (Høyre). Hon har suttit i Stortinget för Akershus sedan 1997. Hon var kommunstyrelsemedlem i Eidsvoll från 1979 till 1987, och igen från 1999 till 2001. Hon var ledare i Akershus Høyre 1994–2003, och medlem av Høyres centralstyrelse under samma period.